# بلازما جرثومية

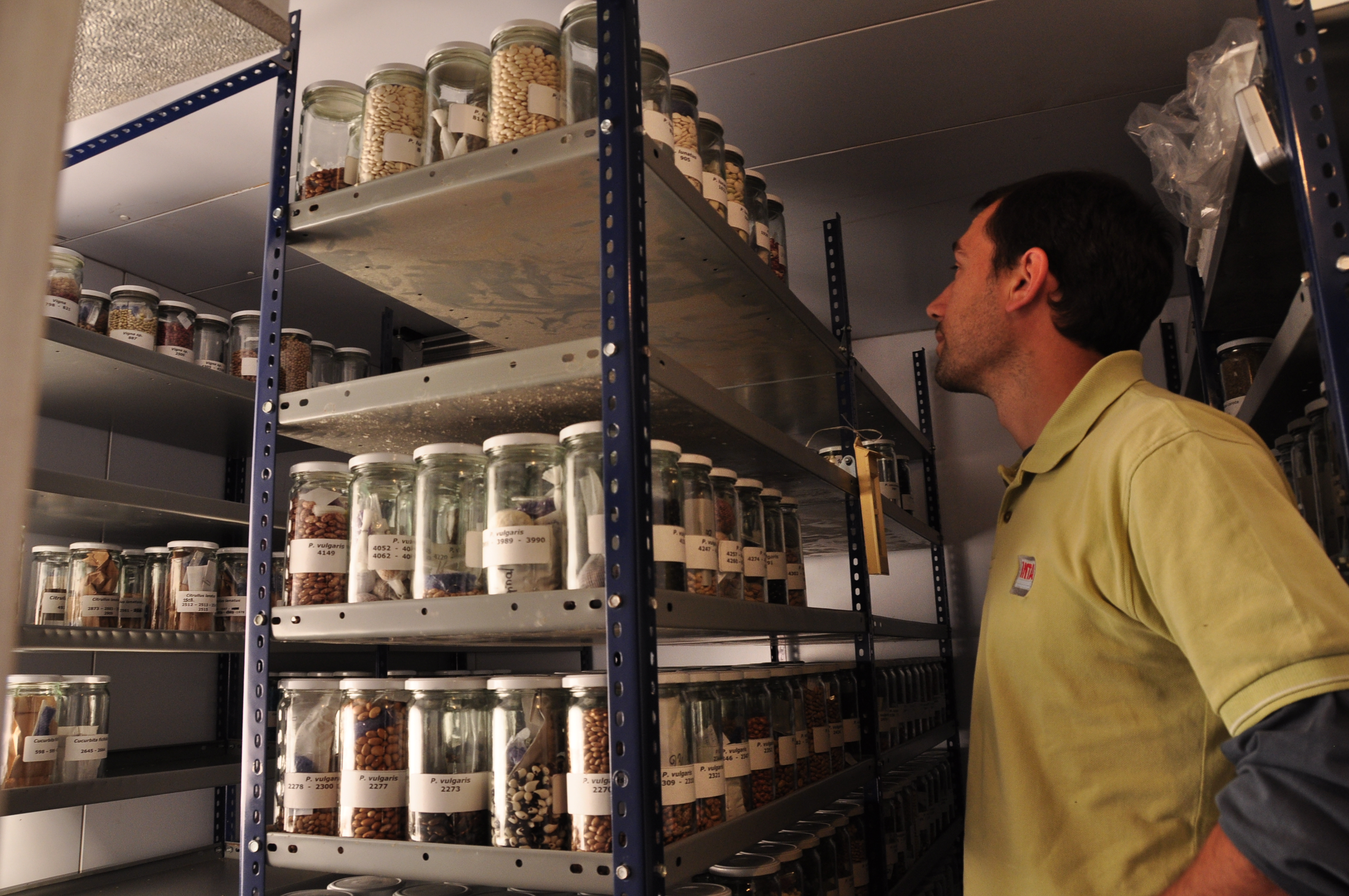

البلازما الجرثومية (بالإنجليزية: Germplasm)‏، هو مصطلح يدل على الموارد الجينية والطبيعية والمواد النباتية من أنواع مختلفة المفيدة عند التكثير أو التخزين على المدى الطويل. والتي من شأنها أن تكون مفيدة جداً في التنوع البيولوجي والأمن الغذائي.